# Миаз вульвы
Миаз вульвы (Vulvar myiasis) — тип миаза, при котором поражается вульва. 
Данное заболевание является разновидностью мочеполового миаза.
Возбудителем может быть Wohlfahrtia magnifica. Возникли боль, зуд (см. Вольфартиоз). Миазу вульвы способствуют венерические болезни (сифилис, трихомониаз, СПИД).
Вагинальный миаз может также вызвать Eristalis tenax (см. Эристалёз).
Личинки мух могут паразитировать и в матке.
См. также Энтомозы.